# Santa Maria della Pietà (Palermo)
A Santa Maria della Pietà (Irgalmas Szűz Mária) egy palermói templom Olaszországban. A város történelmi központjában, a Kalsa negyedben található.

## Története
1495-ben egy örökösök nélküli,  II. Ferdinánd aragóniai királyt kapitányi rangban szolgáló nemesúr, Francesco Abatellis bencés kolostort építtetett Santa Maria della Pietà néven. 1526-ban megalakult a kolostor, de Abatellis kívánságaival ellentétben nem férfi, hanem női kolostorrrá vált, és az apácák domonkosok lettek. A jelenlegi templom építése 1678-ban kezdődött. Az építészeti projektet Giacomo Amato, a közeli Santa Teresa alla Kalsa építésze készítette. A templom külseje 1684-ben fejeződött be, de a belső munkák még tovább folytatódtak. 1723-ban a templomot a Patti egyházmegye püspöke, Pietro Galletti, a Santa Maria della Pietà Vincenza apátnője, Maria Galletti testvére szentelte fel.

## Fordítás
- Ez a szócikk részben vagy egészben  a   Santa Maria della Pietà, Palermo című angol Wikipédia-szócikk fordításán alapul.  Az eredeti cikk szerkesztőit annak laptörténete sorolja fel. Ez a jelzés csupán a megfogalmazás eredetét és a szerzői jogokat jelzi, nem szolgál a cikkben szereplő információk forrásmegjelöléseként.